# The Best of Type O Negative
The Best of Type O Negative é um álbum dos melhores êxitos da banda Type O Negative, lançada a 12 de Setembro de 2006.

## Faixas
1. "Unsuccessfully Coping with the Natural Beauty of Infidelity" – 12:37
2. "Christian Woman" – 4:29
3. "Black No. 1" – 4:40
4. "Too Late: Frozen" – 7:53
5. "Love You to Death" – 4:51
6. "My Girlfriend's Girlfriend" – 3:49
7. "Cinnamon Girl" (Cover de Neil Young) – 4:08
8. "Everyone I Love Is Dead" – 4:41
9. "Everything Dies" – 4:37
10. "Highway Star" (Cover de Deep Purple) – 5:57
11. "I Don't Wanna Be Me" – 3:49
12. "Life Is Killing Me" – 6:47

## Créditos
- Peter Steele - Vocal, baixo, guitarra, teclados
- Kenny Hickey - Guitarra, vocal de apoio
- Josh Silver - Teclados, vocal de apoio
- Sal Abruscato - Bateria nas faixas 1-4, vocal de apoio
- Johnny Kelly - Bateria nas faixas tracks 5-12, vocal de apoio